# Kollumerzwaag
Kollumerzwaag (Fries, officieel: Kollumersweach ([kɔləmər’svɪ.əx]); ook wel De Sweach ([də’svɪ.əx], uitspraakⓘ)) is een dorp in de gemeente Noardeast-Fryslân, in de Nederlandse provincie Friesland. Kollumerzwaag ligt ten zuidwesten van Kollum, tussen Zwaagwesteinde en Veenklooster. De dorpskern ligt op op de zandgronden rond de kruising van de Foarwei met de Triemsterloane en de Koarteloane. Het dorp is via de Kollumerzwaagstervaart verbonden met de Petsloot en de Nieuwe Zwemmer.
In 2023 telde het dorp 3.045 inwoners. Onder het postcodegebied van Kollumerzwaag vallen tevens de buurtschap Hanenburg en de voormalige buurtschap Zandbulten.

## Geschiedenis

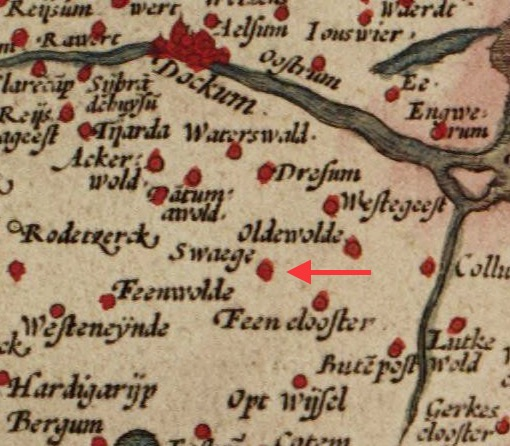
Kollumerzwaag als "Swaege" vermeld op een kaart van Abraham Ortelius uit 1574

Het dorp is ontstaan op een keileemrug die in de 11e en 12e eeuw een ontginningsas vormde. Op de noordelijke rand ontwikkelde zich Kollumerzwaag en Zwagerveen als lintdorp.
In 1435 kwam het dorp voor het eerst voor in een officiële akte: "...Greetmans, Rechters ende meente in Oestbroecksterlande, also Kolmerland, Zwaech, Oldewolde ende Gaest...” (grietmannen, rechters en gemeente in Oostbroeksterland, dat wil zeggen Kollumerland, de Zwaag, Oudwoude en (Wester)geest). De Zwaag was deel van Oostbroeksterland. Omstreeks 1543 werd Oostbroeksterland opgeheven en verdeeld over Dantumadeel en Kollumerland. Daarbij ging Zwaagwesteinde naar Dantumadeel en de Zwaag naar Kollumerland.
In 1542 werd de plaats al vermeld als Colmerswaeg, in 1543 werd het vermeld als Collumerzwaech, Colmersweach, Die Zwaech en Swaeg. Op een kaart van Abraham Ortelius uit 1570 vermeldt als Swaege.
Het dorp groeide flink vanaf de 19e eeuw en in de twintigste eeuw vergroeide het met Zwagerveen en Zandbulten. In 1971 werd besloten die twee dorpen op te heffen en samen te voegen met het dorp Kollumerzwaag. Het dorp werd rond die tijd al flink uitgebreid met nieuwbouw ten noorden van de Foarwei. Zo is het van een streekdorp naar een uitgebreid komdorp gegroeid. Aan het begin van de 21e eeuw werd een industrieterrein aangelegd ten zuiden van de Foarwei.
Zwagerveen en Zandbulten hoorden van 1811 tot 1816 tot gemeente Westergeest/Oudwoude. In 1816 werd deze gemeente weer bij Kollumerland gevoegd. Tot 2019 lag Kollumerzwaag in de gemeente Kollumerland en Nieuwkruisland, die is opgegaan in de fusiegemeente Noardeast-Fryslân.

## Kerken

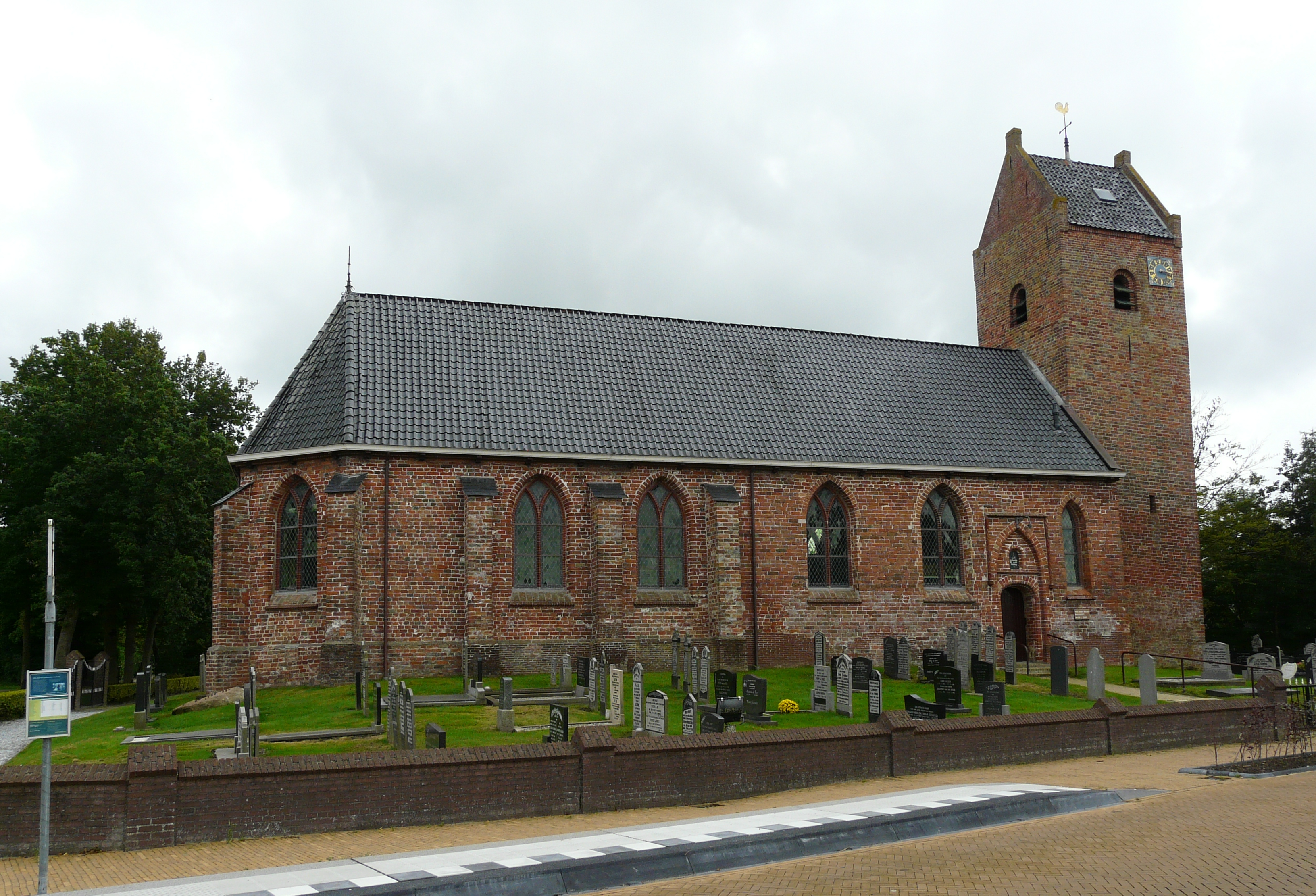
Hervormde kerk van Kollumerzwaag

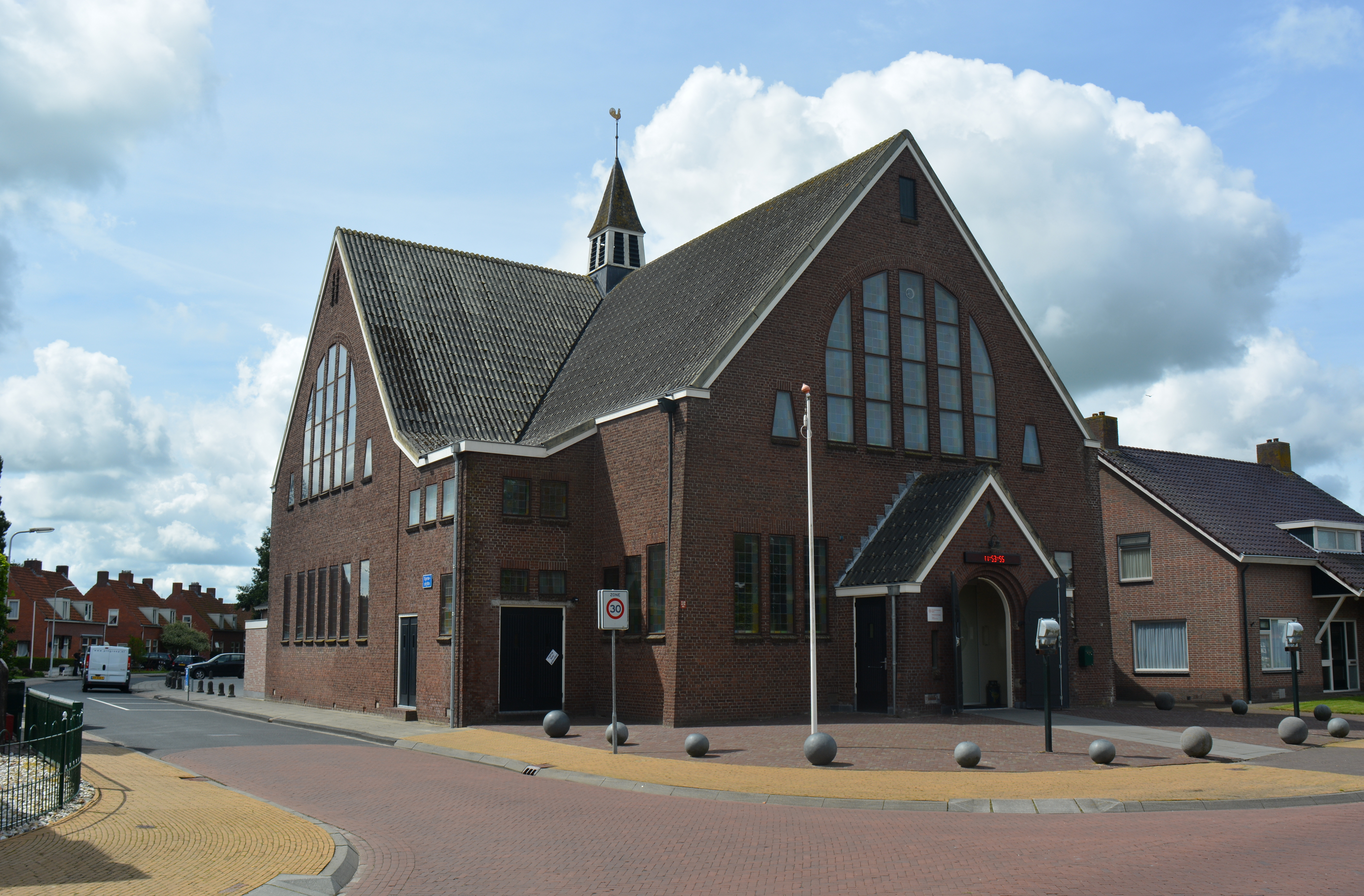
De Grutte Tsjerke Kollumerzwaag bevond zich oorspronkelijk in Zwagerveen

Kollumerzwaag telt meerdere kerkelijke gemeenten: de Protestantse Gemeente te Kollumerzwaag, de baptistengemeente De Thuishaven en de Evangelische Gemeente Kollumerzwaag.
Middelpunt van het dorp van het oude dorp is de dorpskerk, de Hervormde kerk die aan een slinger in de Foarwei op een verhoging staat. Kerk en zadeldaktoren dateren uit de 12e eeuw; het koor is in de 15e eeuw vernieuwd en toen zijn nieuwe vensters aangebracht.
De gereformeerde kerk vrijgemaakt zat in de kerk Deo Juvante uit 1947, maar werd in 2000 gesloten. De andere gereformeerde kerk, die sinds 2020 'Grutte Tsjerke' heet, bestaat nog wel, dit was de kerk van Zwagerveen en deze werd in 1925 gebouwd als opvolger van een kerk uit 1851. In 2019 worden in Kollumerzwaag verkenningsgesprekken gehouden voor een eventuele fusie tussen de hervormde gemeente en de gereformeerde kerk. Na goedkeuring van beide gemeenten worden vervolgens voorbereidingen getroffen. Per 1 januari 2020 ontstaat de Protestantse Gemeente te Kollumerzwaag.
In Zandbulten heeft van 1937 tot 1969 een Baptistenkerk gestaan, deze werd in 1970 gesloopt. In 1969 werd de vervanger in gebruik genomen, deze staat aan de Skoallestrjitte in Kollumerzwaag. Sinds eind 2007 heet de kerk De Thuishaven.
De Evangelische Gemeente Kollumerzwaag houdt haar diensten in het dorpshuis van het dorp.

## Taal

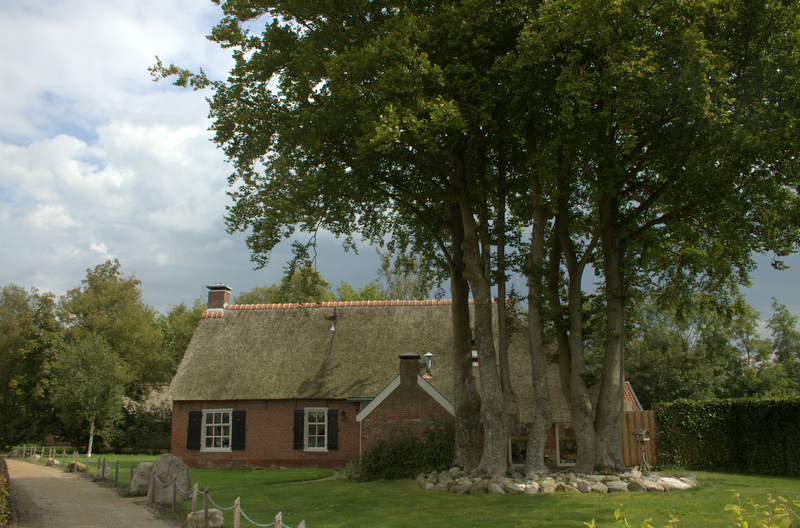
Woonboerderij

Kollumerzwaag is sociologisch en taalkundig meer verweven met de Dokkumer Wouden, die verder grotendeels onder de gemeente Dantumadeel vallen. Het is een Friestalig dorp in het oude Oostergo, waar het Woudfries wordt gesproken.
Daarnaast vertoont de taal van Kollumerzwaag enige trekken die het deelt met andere dorpen in de Dokkumer Wouden en een aantal heide-dorpen in Achtkarspelen. Een van de opvallendste eigenschappen is de [ee]-uitspraak van /ei/ vóór /n/, e.g. "sneen" in plaats van 'snein' (zondag), "een" i.pv. 'ein' (eind), en verder [ee] voor /ij/ aan het eind van woorden,e.g. "treeje" in plaats van 'trije' (drie), "kreeje" in plaats van 'krije' (krijgen).

## Cultuur
Het dorp heeft een dorpshuis, zalencentrum De Trije Doarpen (De Drie Dorpen). Deze werd in 1954 opgericht toen er nog sprake was van de drie dorpen, Kollumerzwaag, Zandbulten en Zwagerveen. Het dorp kent onder meer de muziekvereniging Westersweach, de toneelvereniging Noflik Tegearre en het Masquerade Theater.

## Sport
Het dorp kent een aantal sportverenigingen. De algemene Sportvereniging Kollumerzwaag biedt onder meer gymnastiek. Verder is er de voetbalvereniging Friese Boys, zaalvoetbalvereniging Golden Oldies, volleybalvereniging DOS en een ijsclub.

## Onderwijs
Het dorp kent een basisschool, De Stapstien, er zit tevens een peuterspeelzaal.

## Bevolkingsontwikkeling
Aantal inwoners door de jaren heen per 1 januari.
| 1850^ | 1998  | 1999  | 2000  | 2001  | 2002  | 2003  | 2004  | 2005  | 2006  | 2007  | 2008  | 2009  | 2010  | 2012  | 2013  | 2014  | 2018  | 2019  | 2020  | 2021  | 2022  | 2023  |
| ----- | ----- | ----- | ----- | ----- | ----- | ----- | ----- | ----- | ----- | ----- | ----- | ----- | ----- | ----- | ----- | ----- | ----- | ----- | ----- | ----- | ----- | ----- |
| 510   | 3.031 | 2.993 | 3.017 | 3.034 | 3.049 | 3.109 | 3.076 | 3.074 | 3.056 | 3.053 | 3.001 | 3.028 | 3.031 | 2.989 | 2.967 | 2.969 | 3.020 | 2.990 | 2.921 | 2.975 | 2.987 | 3.045 |

^ volgens Abraham Jacob van der Aa

## Geboren in Kollumerzwaag
- Joop Schotanus (1932-2011), zendeling
- Ale Geert de Vries (1980-), voetbalkeeper